# Colón salwadorski
Colón salwadorski – jednostka walutowa Salwadoru w latach 1892–2001. Po tym czasie został zastąpiony przez dolara amerykańskiego. Jeden colón dzielił się na sto centavos. Był zapisywany za pomocą symbolu ₡. Nazwany został na cześć Krzysztofa Kolumba (z hiszp. Cristóbal Colón).

## Historia
1 października 1892 roku rząd prezydenta Carlosa Ezety zdecydował o zmianie nazwy peso salwadorskiego na colón, w hołdzie Krzysztofowi Kolumbowi oraz 400. rocznicy odkrycia przez niego Ameryki. Colón zastępował peso w stosunku 1:1 w 1919 roku, a jego wartość do dolara wynosiła 2:1. Głównym celem banku centralnego od 1934 roku było zapewnienie stabilności monetarnej Salwadoru oraz emisja znaków pieniężnych. Od 1 stycznia 2001 roku, pod rządami prezydenta Francisco Floresa weszło w życie prawo o integracji pieniądza pozwalające na swobodny obrót dolarów amerykańskich w kraju, po stałym kursie 8,75 colonów. Colón nie został oficjalnie wycofany z obiegu.

## Banknoty
31 sierpnia 1934 roku bank centralny wyemitował pierwsze banknoty w historii Salwadoru w nominałach: 1, 2, 5, 10, 25 i 100 colonów, a w 1979 – 50 colonów. W 1997 zmodernizowane zostały zabezpieczenia oraz poprawiona została jakość papieru.
| Wizerunek | Wizerunek | Opis    | Opis             | Opis                             |
| Awers     | Rewers    | Nominał | Awers            | Rewers                           |
| --------- | --------- | ------- | ---------------- | -------------------------------- |
|           |           | ₡ 1     | Krzysztof Kolumb | Zapora wodna Cerrón Grande       |
|           |           | ₡ 2     | Krzysztof Kolumb | Kościół kolonialny w Panchimalco |
|           |           | ₡ 5     | Krzysztof Kolumb | Pałac Narodowy                   |
|           |           | ₡ 10    | Krzysztof Kolumb | Wulkan Izalco                    |
|           |           | ₡ 25    | Krzysztof Kolumb | Piramida w San Andres            |
|           |           | ₡ 50    | Krzysztof Kolumb | Jezioro Coatepeque               |
|           |           | ₡ 100   | Krzysztof Kolumb | Piramida Tazumal                 |
|           |           | ₡ 200   | Krzysztof Kolumb | Pomnik Zbawiciela Świata         |